# Georges Schoeters
George Schoeters (22 de abril de 1930– 26 de mayo de 1994) fue uno de los fundadores y líderes del Frente de Liberación de Quebec (FLQ) grupo terrorista en 1963. Durante la Segunda Guerra Mundial, Schoeter trabajó como mensajero para la resistencia belga, comenzando así su carrera clandestina.
Nacido en Amberes, Bélgica, Schoeters emigró a Montreal, Canadá en 1951 dónde se inscribió en los cursos de la Universidad de Montreal y como activista de izquierda, reclutó miembros en el campus. Siendo una persona que apoya la idea de una revolución armada, a finales de los años cincuenta viajó a Argelia para entrenar con el Frente de Liberación Nacional (FLN). A principios de los años sesenta, se unió al Rassemblement pour I'indépendence nationale (RIN), una organización política de quebequés dedicara a promover la independencia de Quebec de Canadá. A través del RIN, Schoeters conoció a Raymond Villeneuve y a Gabriel Hudon, radicales izquierdistas que apoyaban su creencia en la revolución armada.
Se hizo admirador de Fidel Castro y del Che Guevara, Schoeters hizo numerosas visitas a Cuba a través del Instituto de Reforma Agraria, a inicios de los sesenta. Regresando a Quebec Georges Schoeters, Raymond Villeneuve, y Gabriel Hudon formaron el FLQ. El grupo llamaba a una insurrección de corte marxista, derrocar el gobierno de Quebec, la independencia de Quebec de Canadá y el establecimiento de una sociedad de trabajadores. Financiados por robo a mano armada en bancos, Schoeters y los miembros del FLQ lanzaron una campaña de reiterados atentados de bomba en la ciudad de Montreal y resultó con la muerte accidental de un vigilante nocturno.
Mientras Schoeters estuvo arrestado el 16 de junio de 1963 y condenado de "actividades terroristas",cita requerida] la fiscalía general fue incapaz de reunir suficiente evidencia para condenarlo de asesinato como se realizó con otros miembros como Raymond Villeneuve y Gabriel Hudon. Schoeters fue citado, tras su arresto declarando "Hace catorce años fui prisionero de los alemanes, pero me trataron mejor que la policía de Montreal". Sentenciado a dos periodos de cinco años, en forma concurrente, Schoeters fue liberado en 1966 después de cumplir menos de tres años en prisión. Inmediatamente dejó Canadá y jamás regresó.[cita requerida]
Schoeters vivió durante varias años en Estocolmo, Suecia, donde se suicidó el 26 de mayo de 1994.